# بيرت مايرز (سائق سباق)
بيرت مايرز (بالإنجليزية: Burt Myers)‏ هو سائق سباق أمريكي، ولد في 30 ديسمبر 1975 في والنوت كوف في الولايات المتحدة.

## وصلات خارجية
- الموقع الرسمي
- بيرت مايرز على موقع Racing-Reference.info (الإنجليزية)